# NGC 2249
NGC 2249 (другое обозначение — ESO 57-SC82) — шаровое скопление в созвездии Золотой Рыбы, расположенное в Большом Магеллановом Облаке. Открыто Джоном Гершелем в 1834 году. Доля двойных звёзд в скоплении оценивается в 30% или 50%. Точка поворота главной последовательности вытянута, что может указывать на длительную эпоху звездообразования.
Скопление относится к шаровым скоплениям промежуточного возраста; в ранних исследованиях он был определён как 0,55 млрд лет, более поздние работы дают 0,7...1,0 млрд лет. Металличность Z = 0,008, или 35 % от солнечной. Цветовой индекс B − V = 0,25.
Этот объект входит в число перечисленных в оригинальной редакции «Нового общего каталога».